# Маленькі трагедії
«Маленькі трагедії» — цикл коротких п'єс для читання російського поета О. С. Пушкіна, написаний ним у 1830 році в Болдіні. Він складається з чотирьох творів: «Скупий лицар», «Моцарт і Сальєрі», «Кам'яний гість» і «Бенкет у чуму».
Анна Ахматова писала, що «можливо, ні в одному з створінь світової поезії грізні питання моралі не поставлені так різко, як в „Маленьких трагедіях“ Пушкіна».

## Опис
Назва «Маленькі трагедії» була вибрана видавцями з безлічі наданих автором варіантів. На чернетці обкладинки присутні заголовки «Драматичні нариси», «Драматичні вивчення» і «Досліди драматичних вивчень». Список сюжетів, серед яких нескладно впізнати майбутні «Маленькі трагедії», зроблений рукою Пушкіна, знаходиться на звороті аркуша зі щоденниковими записами 1826 року про страту декабристів, смерті Амалії Ризнич і автографом елегії «Під небом блакитним країни своєї рідної», написаної на її смерть. Якщо це сусідство не випадково, незабаром після закінчення «Бориса Годунова» Пушкін запланував ряд драматичних проектів, сюжети яких взяті з історії різних країн і епох, героями яких повинні стати сильні, «демонічні» особистості на тлі історичних катаклізмів. Відбір тем для «драматичних вивчень» говорить про те, що Пушкіна цікавить вже не стільки романтичне живописання пристрасті, зведеної в абсолют, скільки її аналіз, постановка своєрідного літературного експерименту.
Існування вже тоді задумів і, можливо, навіть чорнових начерків «Маленьких трагедій» підтверджує і щоденниковий запис Погодіна, зроблений 11 вересня 1826 року, в якому мовиться: «Борис Годунов — диво! У нього є ще Самозванець, Моцарт і Сальєрі». Втім, ніяких чернеток або начерків цих п'єс не збереглося. Судячи з щоденникових записів поета весь цикл був написаний в 1830 році трохи більше, ніж за два тижні..
На остаточний задум «Маленьких трагедій» судячи з усього вплинуло захоплення Пушкіна (крім Шекспіра і Расіна) творчістю Баррі Корнуолла — автора коротких «Драматичних сцен», герої яких — яскраві особистості (часом на межі або за межею патології), що зіштовхуються в непримиренних конфліктах, які закінчуються загибеллю одного з них. У «Драматичних сценах» Корнуолла — мінімум дійових осіб, найчастіше їх всього двоє, дія п'єс розкривається в основному в монологах, в яких пояснюються і готуються дії головних героїв в кульмінаційний момент їх рішучого зіткнення. До схожого рішенням приходить і Пушкін у своєму драматичному циклі. Між «Маленькими трагедіями» Пушкіна і «Драматичними сценами» простежуються численні ремінісценції. Ступінь впливу Корнуолла на Пушкіна, схожість і відмінність їх підходів до драматургії була предметом вивчення та обговорення багатьох літературознавців, наприклад, Дмитро Благой пише, що при всій схожості зовнішньої форми, трагедії Пушкіна помітно глибше «сцен» Корнуолла в філософсько-психологічному плані, а Д. Л. Устюжанін звернув увагу, що герої Пушкіна на відміну від персонажів Корнуолла — це не існуючі поза часом «персоніфіковані пристрасті», але живі люди своїх історичних епох.
На відміну від «Бориса Годунова», що відрізняється «відкритим» сюжетом і масовими сценами, для «Маленьких трагедій» характерна камерність, притчевість, внутрішня замкнутість сюжету кожної з п'єс, в фіналі яких глядача чекає цілком певна розв'язка сюжету.

## Театральні постановки
| Рік            | Країна | Назва                              | Театр                                               | Режисер         | У ролях |
| -------------- | ------ | ---------------------------------- | --------------------------------------------------- | --------------- | --- |
| 1959 6 червня  | СРСР   | Маленькі трагедії                  | Державний академічний театр імені Є. Вахтангова     | Євген Симонов   | Євген Симонов, Юрій Любимов, Людмила Целіковська, В'ячеслав Шалевич |
| 1962           | СРСР   | Маленькі трагедії                  | Ленінградський академічний театр драми              | Леонід Вів'єн   | Микола Черкасов, Микола Симонов, Лідія Штикан, Володимир Честноков, Ніна Мамаєва |
| 1998 24 лютого | Росія  | «Сальєрі Forever»                  | Московський драматичний театр імені М. М. Єрмолової | Вадим Данцігер  | Олексій Шейнін, Тетяна Шумова, Анжела Бєлянська, Родіон Юрін |
| 2000 15 грудня | Росія  | Маленькі трагедії                  | Театр ляльок ім. С. В. Образцова                    | Андрій Денников | |
| 2004 12 грудня | Росія  | Маленькі трагедії (друга редакція) | Театр ляльок ім. С. В. Образцова                    | Андрій Денников | |
| 2011 18 жовтня | Росія  | Маленькі трагедії Пушкіна          | Театр «Сатирикон» імені Аркадія Райкіна             |                 | Євгенія Абрамова, Один Байрон, Сергій Бубнов, Степан Девонін, Марина Дровосєкова, Антон Єгоров, Іван Ігнатенко, Олексій Коряков, Антон Кузнецов, Роман Матюнін, Поліна Райкіна, Анна Селедець, Андрій Соломонов, Сергій Сотников, Мар'яна Співак, Поліна Шаніна і Костянтин Райкін |

## Екранізації
| Рік  | Країна | Назва             | Структура фільму | Режисер                         | У ролях | Примітка |
| ---- | ------ | ----------------- | --- | ------------------------------- | --- | --- |
| 1971 | СРСР   | Маленькі трагедії | «Скупий лицар», «Моцарт і Сальєрі», «Кам'яний гість» | Антонін Даусон і Леонід Пчолкін | Микола Симонов Інокентій Смоктуновський Бруно Фрейндліх Микола Мартон                                                   | Телевізійний фільм за спектаклем ленінградського Державного ордена Трудового Червоного прапора Академічного театру драми імені О. С. Пушкіна (режисер вистави Леонід Вів'єн) |
| 1979 | СРСР   | Маленькі трагедії | «Сцена з Фауста», «Єгипетські ночі», «Моцарт і Сальєрі», «Скупий лицар», «Кам'яний гість», «Гості з'їжджалися на дачу...», «На розі маленької площі...», «Ми проводили вечір на дачі...», «Бенкет у чуму», «Жив на світі лицар бідний» | Михайло Швейцер                 | Георгій Тараторкін Сергій Юрський Валерій Золотухін Інокентій Смоктуновський Володимир Висоцький Наталія Бєлохвостікова | Телевізійний трисерійний фільм присвячений 180-річному ювілею О. С. Пушкіна і 150-річчю «Болдінської осені»                                                                  |
| 2009 | Росія  | Маленькі трагедії | «Скупий лицар», «Кам'яний гість», «Моцарт і Сальєрі» | Ірина Євтєєва                   | Сергій Дрейден Володимир Аджамов Єлизавета Боярська Зара Мгоян                                                          | Анімаційний фільм |